# Manuel Conde
Manuel da Silva Conde ComB (Sintra, 26 de fevereiro de 1926 — 8 de julho de 1994) foi um cavaleiro tauromáquico português.

## Biografia
Manuel Conde nasceu em 26 de fevereiro de 1926, em Sintra. Filho do ganadeiro Alberto Rodrigues Conde e irmão mais velho do cavaleiro Alfredo Conde.
Estreou-se em público em Sintra, a 16 de junho de 1943. Manuel Conde tomou a alternativa de cavaleiro tauromáquico em Lisboa, na Praça de Touros do Campo Pequeno, a 18 de maio de 1947, tendo como padrinho Simão da Veiga.
Considerado discípulo de João Branco Núncio actuou também em Espanha, com grandes êxitos, a partir de 1956. Estreia-se em Madrid em 8 de Abril de 1956.
Na retomada corrida inaugural da temporada de 1956, em Lisboa a 29 de Abril, que serviu também para a alternativa de Pedro Louceiro, Manuel Conde caiu do cavalo quando tentava cravar um par de bandarilhas com as duas mãos, na primeira vez que o fazia em Portugal, no seu segundo da corrida. Foi colhido pelo touro, da ganadaria Cláudio Moura, e atirado ao ar por duas vezes, ingressando na enfermaria com distensão do braço esquerdo e provável fractura.
Em 1957, Manuel Conde tornou-se no primeiro cavaleiro a matar um touro  com estocada na Praça de Touros de Madrid. O difícil lance feito a cavalo não se voltou a repetir com êxito neste local.
Manuel Conde recebeu dois Prémio da Imprensa (1968) e (1972), ou Prémio Bordalo, como "Cavaleiro" da categoria "Tauromaquia". O primeiro, entregue pela Casa da Imprensa em 1969, também distinguiu, nesta categoria, o matador de touros José Falcão e o Grupo de Forcados de Alcochete. O segundo foi entregue numa cerimónia em 1973 onde também foram distinguidos, nesta categoria, o matador de touros Mário Coelho e o Cabo do Grupo de Forcados do Ribatejo, de Rui Souto Barreiros.
Para além de Pedro Louceiro (1956, Campo Pequeno), Manuel Conde foi padrinho de alternativa de cavaleiros como Manuel Sabino Duarte (1967, Viseu) o austríaco naturalizado Gustavo Zenkl (1968, Campo Pequeno), Emídio Pinto (1975, Campo Pequeno) ou Brito Limpo (1977, Campo Pequeno).
A 12 de Julho de 1972 Manuel da Silva Conde foi feito Comendador da Ordem de Benemerência.
Manuel Conde morreu em 8 de julho de 1994, em Sintra.